# Combination
Combination est un shōjo manga de Leeza Sei. Démarré en 1991, il a été compilé et édité en 6 volumes par la Kōbunsha. Le dernier tome est sorti en 2004.
En France, les 5 premiers volumes ont été édités par Génération comics en 2002 ; le sixième et dernier tome n'est jamais sorti. La publication française reste inachevée.

## Synopsis
Keiji Sasaki, tout juste sorti de l'école de police, se voit nommé partenaire de l'inspecteur Shigemitsu Hashiba. Leurs débuts sont difficiles. Hashiba fait tout pour éviter son nouvel équipier, le reléguant à la paperasse administrative pour pouvoir faire ses enquêtes seul. Ce comportement éveille la curiosité de Sasaki qui cherche à connaître cet équipier qui se cache derrière une façade de plaisantin bon enfant, aimant apporter des petits cadeaux au bureau (fleurs, pâtisseries).
Découvrant que les yakuzas du Clan Shūdō ont mis un contrat sur la tête de son partenaire, Sasaki impose sa présence à ses côtés pour l'aider et le protéger. Il découvre ainsi, lors de l'infiltration d'un casino clandestin, une nouvelle facette de la personnalité d'Hashiba et son obsession à stopper le Député Sawada, un politicien véreux. Un vrai partenariat s'installe, leurs méthodes d'investigations peu orthodoxes donnent d'excellents résultats (au grand dam de leurs supérieurs) et commencent à inquiéter le monde mafieux.
Petit à petit, les deux enquêteurs remontent la piste vers Sawada mais Sasaki est inquiet pour Hashiba. Celui-ci, tête brûlée, a un comportement suicidaire, n'hésitant pas à mettre sa vie en danger pour arriver à ses fins...
Au fil des mois, les deux policiers enchaînent les réussites et dévoilent de nombreux scandales de corruption, d'abus de biens sociaux... Utilisant la presse à leur profit, ils empêchent toute ingérence d'élément ripoux et permettent à la justice de faire son travail. La sphère politico-financière est déstabilisée. Inquiet pour ses affaires, Sawada charge son secrétaire Tsutsumi de « reprendre le contrôle »... Celui-ci piège alors Hashiba, le faisant accuser de meurtre. Occupé à prouver son innocence, les deux enquêteurs doivent mettre en pause leur vendetta contre le député mais Watanabe, chef du clan Shūdō et complice de Sawada, inquiet pour son avenir, donne l'ordre de tuer Hashiba...

## Personnages

### Personnages principaux
- Shigemitsu Hashiba (26 ans) : Inspecteur de police, bon enquêteur et meilleur tireur d'élite de la préfecture de police. Blagueur, passant son temps à plaisanter au bureau, il évite toute conversation trop privée. Après s'être vu attribué un partenaire, il fait tout pour garder Sasaki hors de ses enquêtes et continue à faire cavalier seul. Ce n'est qu'un mois après, lors de l'infiltration d'un casino clandestin, que chacun gagne le respect de l'autre et qu'un vrai partenariat s'installe. Sasaki découvre alors derrière sa façade de plaisantin, un enquêteur acharné, tête brûlée, prêt à prendre tous les risques pour arrêter le Député Sawada[1].

- Keiji Sasaki (22 ans) : Diplômé de la fac de médecine et reçu avec mention au concours supérieur de la fonction publique. Fils cadet du préfet de police, il rentre finalement à la Préfecture de police et est nommé partenaire d'Hashiba pour son premier poste. Calme et taciturne, il est très discret. Le comportement de son équipier qui cherche à l'éviter, attise sa curiosité. Ce n'est qu'un mois après, lors de l'infiltration d'un casino clandestin, qu'il en apprend plus sur Hashiba et qu'un vrai partenariat s'installe. Célibataire, il vit en colocation avec « son maître » (nom donné par Hashiba)[1].

- Député Takeshi Sawada (44 ans) : Homme d'affaires devenu politicien. Des rumeurs indiquent qu'il trempe dans de nombreuses affaires illégales : recel d'objets volés, drogues, trafic d'influence, escroquerie financière... mais les forces de police n'ont aucune preuve. Toutes les personnes ayant tenté de s'opposer à lui ont disparu ou ont été retrouvées mortes[1]. Il est veuf depuis 18 ans et père d'un fils fugueur[2].
- Tsuzuku Imonoyama : Second fils de la famille Imonoyama qui possède l'un des plus puissants groupes financiers au monde. Colocataire et « Maître » de Keiji Sasaki, il écrit des romans pornos à succès sous un pseudonyme. Alors que son frère aîné est à la tête du groupe Imonoyama, Tsuzuku dirige le service de renseignements. Hashiba l'avait rencontré et aidé au lycée après qu'il a été blessé dans une bagarre dans laquelle il perdit la vue de son œil droit[2].
- Toshirō Sawada : Fils fugueur du Député Sawada. Il s'enfuit du domicile familial à la fin de ses études de lycée et survit grâce à des petits boulots. À la suite d'un accident de laboratoire dont il est témoin, il se retrouve fugitif, poursuivit par plusieurs puissances étrangères et par la sécurité publique du Japon. Tout le monde est persuadé qu'il possède des informations sur la « Boîte de Pandore ». En fuyant, il rencontre Hashiba qui le prend sous sa protection et le surnomme « Œil-de-Biche ». Avec l'aide de Sasaki, Tsuzuku et Yōko, Hashiba se lance dans une course pour découvrir ce qu'est la mystérieuse Boîte de Pandore, sauver Toshirō et affronter une nouvelle fois Sawada[3].

### Personnages secondaires

#### Alliés
- Monsieur Yara, Chef de la section 2 du Bureau d'investigation : Commissaire de police et supérieur direct d'Hashiba et de Sasaki, il est régulièrement au bord de la crise de nerfs en raison des méthodes peu orthodoxes de ses subalternes. C'est lui qui a choisi Sasaki comme partenaire pour Hashiba, pensant que la présence d'une jeune recrue le forcerait à lever le pied[1]. Malgré le stress et la surcharge de travail, il aide et couvre régulièrement ses hommes dans leur lutte contre Sawada. La Section 2 est spécialisée dans les « crimes sans victime » : détournement de fonds, trafic d'influence, fraude électorale, corruption[2]...
- Keiichi Sasaki : Frère de Keiji et commissaire de police de la Section 1[1],[2].

- Yakko : Petite fille d'une dizaine d'années et génie en informatique, elle sert d'indic à Hashiba, lui fournissant de précieuses informations qu'elle hacke, contre rémunération[1]. Elle est encore à l'école primaire[2].
- Yōko Nozoe : Amie d'Hashiba. Elle était la fiancée de l'ancien partenaire d'Hashiba, tué par Sawada trois ans plus tôt en tentant de protéger son jeune coéquipier[2]. Travaillant pour le gouvernement, elle débauche Hashiba et l'engage pour les services de renseignements du cabinet du premier ministre[3].

#### Ennemis
- Le Clan Shūdō : Clan de yakuzas auquel s'oppose Hashiba. Ils mettent un contrat sur la tête du policier devenu trop gênant.

- Masaya Tsutsumi (33 ans) : Premier secrétaire du Député Sawada, il s'occupe des affaires louches de son patron. Assassin du premier partenaire d'Hashiba, il se suicidera plutôt que de trahir Sawada après que Takagi l'ai piégé[2].
- Miya Takagi : Maîtresse de Sawada, elle tente de corrompre Sasaki. N'y arrivant pas, elle cherche alliance auprès de Tsuzuku Imonoyama qui refuse et la menace[2].

## Analyse de l'œuvre
Leeza Sei a fait ses débuts avec les CLAMP. En 1992, elle lance sa propre série, Combination, d'après des nouvelles de Nanase Okawa. Son style graphique est fortement influencé par CLAMP : Hashiba est le sosie de Seishirô de Tôkyô Babylon. On retrouve aussi des idées tirées du monde des CLAMP : le meilleur ami et colocataire de Sasaki n'est autre que l'un des frères Imonoyama (bien qu'elle reprenne l'idée du grand trust Imonoyama tenu par trois frères, ces trois personnages sont différents de ceux des CLAMP, aussi bien au niveau du design que du caractère). Cette première version de Combination comportait seulement 2 volumes et ne couvrait que le premier affrontement entre Hashiba, Sasaki et Sawada. Après avoir quitté les CLAMP, Leeza Sei décide de reprendre la série à son propre compte, le dessin évolue et le design de ses personnages s'éloignent de ceux des CLAMP...

## Manga
La série a été partiellement éditée par Génération comics en 2002.
- Tome 1 : contient File 001 à 003 + bonus  (ISBN 2-84538-077-1)
- Tome 2 : contient File 004 à 005 + Combination Final  (ISBN 978-2-84538-078-3)
- Tome 3 : contient Acte 1 : le Fugitif  (ISBN 2-84538-104-2)
- Tome 4 : contient Acte 2 : la Boîte de Pandore  (ISBN 2-84538-123-9)
- Tome 5 : contient Acte 3 : Prémices  (ISBN 2-84538-138-7)

## Produits dérivés

### CD Drama
Un CD Drama est sorti à l’époque où Leeza Sei travaillait encore avec les CLAMP. Le CD est le seul élément estampillé CLAMP. Le scénario de la partie dramatique est écrit par Nanase Okawa.
Le CD se compose de musique instrumentale et de chanson intercalées entre les parties de dialogues. Le chanteur est Katsumi Yamaura.

### Publications
En 2000, en parallèle de la sortie du tome 5, sort l'artbook Combination F[A/U]N Book. Il contient de nombreuses informations sur la série, telles que des illustrations en couleur, des fiches de personnage et les résultats des sondages de popularité menés sur le site Web pendant une durée limitée.